# Хосе Ортега и Гасет
Хосѐ Ортѐга и Гасѐт (на испански: José Ortega y Gasset, [xoˈse orˈteɣa i ɣaˈset]) е испански философ, социолог и есеист.
Той работи през първата половина на XX век, когато Испания се носи между монархизма, републиканизма и диктатурата. Наричат философията му „философия на живота“, която „се състои от отдавна скрити начала в прагматичната метафизика, вдъхновявана от Уилям Джеймс, и с общ метод от реалистичната феноменология, имитираща Едмунд Хусерл, която служи както на протоекзистенциализма му (преди появата на Мартин Хайдегер) и реалистичния му историцизъм, който е сравняван с Вилхелм Дилтай и Бенедето Кроче“.

## Биография
Роден е на 9 май 1883 година в Мадрид, Испания, в семейство от либералната буржоазия. Семейството на неговата майка притежава и издава мадридския всекидневник „Импарсиал“, където баща му Хосе Ортега и Муниля е журналист и редактор.
Първите му уроци са в Мадрид, като негови учители са Мигел Мартинес и Хосе дел Рио Лабандера. Знанията, които получава в йезуитския колеж „Мерафлорес дел Пало“ в Малага по-късно оказват сериозно влияние върху цялостното му творчество.
Завършва през 1897 година и започва да учи за кратко в Мадридския университет. През 1905 година отива в Германия, за да продължи образованието си, и посещава Лайпцигския, Берлинския и Марбургския университет. През 1914 година пише първата си книга – „Размисли за дон Кихот“. През 1916 съосновател на всекидневника „Сол“. През 1934 година публикува книгата „По повод на Галилей“ (En torno а Galileo), а през 1935 – „Историята като система“. Най-известният му текст е „Бунтът на масите“, а сборникът „Мисли за Европа“ включва статии и лекции, писани през различни периоди от първата половина на ХХ век.
Избран за депутат през 1931 година, не след дълго той се оттегля разочарован от политиката, а след началото на гражданската война през 1936 година живее в емиграция до 1948..
Хосе Ортега и Гасет умира на 18 октомври 1955 година в Мадрид на 72-годишна възраст.